# Арсенал-2 (футбольный клуб, Киев)
«Арсенал-2» (укр. Арсенал-2) — украинский футбольный клуб, резервная команда киевского «Арсенала»

## История
Команда была создана в 2003 году и сразу была заявлена для участия во Второй лиге Украины. Дебютную игру в чемпионате «Арсенал-2» провел 26 июля 2003 года, в Чернигове, со счётом 3:1 уступив местной «Десне», причём первым голом в истории команды стал автогол Олега Сизона. На протяжении первого круга главным тренером был Виктор Ищенко, во втором круге команду возглавил Виктор Хлус. Клуб проводил игры на стадионе районного спорткомплекса в Обухове, также ряд домашних матчей футболисты отыграли на киевском стадионе ЦСК ВСУ и на стадионе УВК в Счастливом. Команда провела всего один сезон во второй лиге, в течение всего года находясь на позициях аутсайдера. В мае 2004 года, отыграв 26 туров, «Арсенал-2» снялся с чемпионата, в оставшихся матчах ему было засчитано техническое поражение. В следующем году в чемпионате Украины появился турнир дублеров, в связи с чем необходимость в содержании дубля во второй лиге отпала. В дальнейшем резервная команда «Арсенала» в течение нескольких сезонов участвовала в чемпионате Киева

## Статистика
| Сезон   | Дивизион            | Место в чемпионате | И  | В | Н | П  | ГЗ | ГП | О  | Примечания                         |
| ------- | ------------------- | ------------------ | -- | - | - | -- | -- | -- | -- | ---------------------------------- |
| 2003/04 | Вторая лига Украины | 16 из 16           | 30 | 4 | 4 | 22 | 24 | 46 | 16 | Снялся с чемпионата после 26 туров |